# Batopedina linearifolia
Batopedina linearifolia är en måreväxtart som först beskrevs av Cornelis Eliza Bertus Bremekamp, och fick sitt nu gällande namn av Bernard Verdcourt. Batopedina linearifolia ingår i släktet Batopedina och familjen måreväxter.

## Underarter
Arten delas in i följande underarter:
- B. l. glabra
- B. l. linearifolia